# São Lourenço do Sul
São Lourenço do Sul é um município brasileiro do estado do Rio Grande do Sul.

## Geografia
Localiza-se a uma latitude 31º21'55" sul e a uma longitude 51º58'42" oeste, estando a uma altitude de 19 metros. Sua população estimada em 2014 era de 44.935 habitantes.

### Divisões administrativas
Conforme o plano diretor vigente no município, o território do Município de São Lourenço do Sul é formado por oito distritos: São Lourenço do Sul (sede), Boa Vista, Boqueirão, Esperança, Faxinal, Harmonia, Prado Novo e Taquaral.

## Demografia

### Religião
Religiões em São Lourenço do Sul (2010)
O Cristianismo é a fé predominante e o Luteranismo destaca-se no município. De acordo com o Censo Demográfico de 2000, 49,61% da população era protestante, 46,91%  católica; 0,68% espíritas, 0,40% outras religiões; 0,79% religiões afro-brasileiras, 0,22% indeterminado, enquanto 1,38% da população não tinha religião.
Em 2010, 48,46% da população do município era protestante, 44,53% eram católicos romanos, 3,45% não tinha religião, 1,64% eram espíritas, 0,86% eram membros da Igreja Católica Apostólica Brasileira, 0,35% Testemunhas de Jeová e 0,89% de outras religiões.
Dentre as denominações protestantes em São Lourenço do Sul, a maioria da população é luterana, cerca de 33,76% da população do município. Os pentecostais são 2,98% e adventistas 0,86%. As Assembleias de Deus são o maior grupo pentecostal, com 0,61% da população, seguida pela Igreja do Evangelho Quadrangular com 0,57% e Igreja Universal do Reino de Deus com 0,24%.

## Língua regional
Além da portuguesa, há muitos habitantes que utilizam a língua pomerana como língua materna neste município. Esta língua minoritária se constitui em um legado cultural que faz parte intrínseca do histórico desta comunidade, e de outras comunidades da região de similar perfil, i.e. que resultaram de processos migratórios promovidos pelo Estado durante o período colonial.

## Cultura e turismo
De colonização alemã, é uma das mais belas cidades da Costa Doce. Além da agricultura e da pesca, possui forte vocação turística, apoiada por uma boa infraestrutura de hotéis, pousadas, cabanas e campings para os veranistas que vêm de diversos lugares do Brasil. Ao turista que queira conhecer um pouco do interior do município há o Caminho Pomerano, opção para que gosta da zona rural e conhecer a etnia da qual descendem boa parte dos moradores de São Lourenço do Sul.

## Administração atual
- Prefeito: Zelmute Marten (PT) (2025/2028)
- Vice-prefeito: Fernanda Bork (PT) (2025/2028)
- Presidente da câmara: Paulinho Pereira (PODE) (2025/Atualmente)

### Prefeitos anteriores[11]
- Rudinei Härter (PDT) (2017/2024)
- Daniel Raupp (PT) (2013/2016)
- Zé Nunes (PT)  (2005/2012)
- Dari Pagel (PPB)  (1997/2004)
- Beto Grill (PDT) (1993/1996)
- Sérgio Lessa (PDS) (1989/1992)
- Ruhd Hübner (PDS) (1983/1988)
- Ronald Spiering (ARENA) (1977/1983)
- João Henrique Thofehrn (ARENA) (1973/1977)
- Pedro Tomaschewski (ARENA) (1969/1973)
- João Henrique Thofehrn (PRP) (1963/1969)
- Sylvio Crespo Schlee (1963/1963)
- Oscar Westendorff (1960/1963)
- João Batista Brauner (1956/1959)
- Dr. Walter Thofehrn (1951/1955)
- Francisco "Chico" Braga Kraft (1948/1948)
- Engº Agrº Sylvio Egydio Júlio Centeno (1947/1948)
- Altair Barnes Dantas (1946/1947)
- Nestor Jost (1946/1946)
- Antônio Jesus dos Passos (1945/1946)
- Dr. Reisoly José dos Santos (1945/1945)
- Nestor Jost (1940/1945)

## Filhos ilustres
- Ver Biografias de lourencianos notórios

## Galeria de fotos

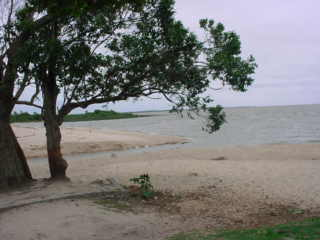
Encontro do Arroio Carahá com Lagoa dos Patos
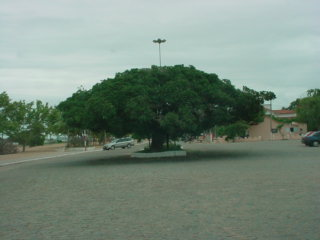
Figueira na Avenida Getúlio Vargas
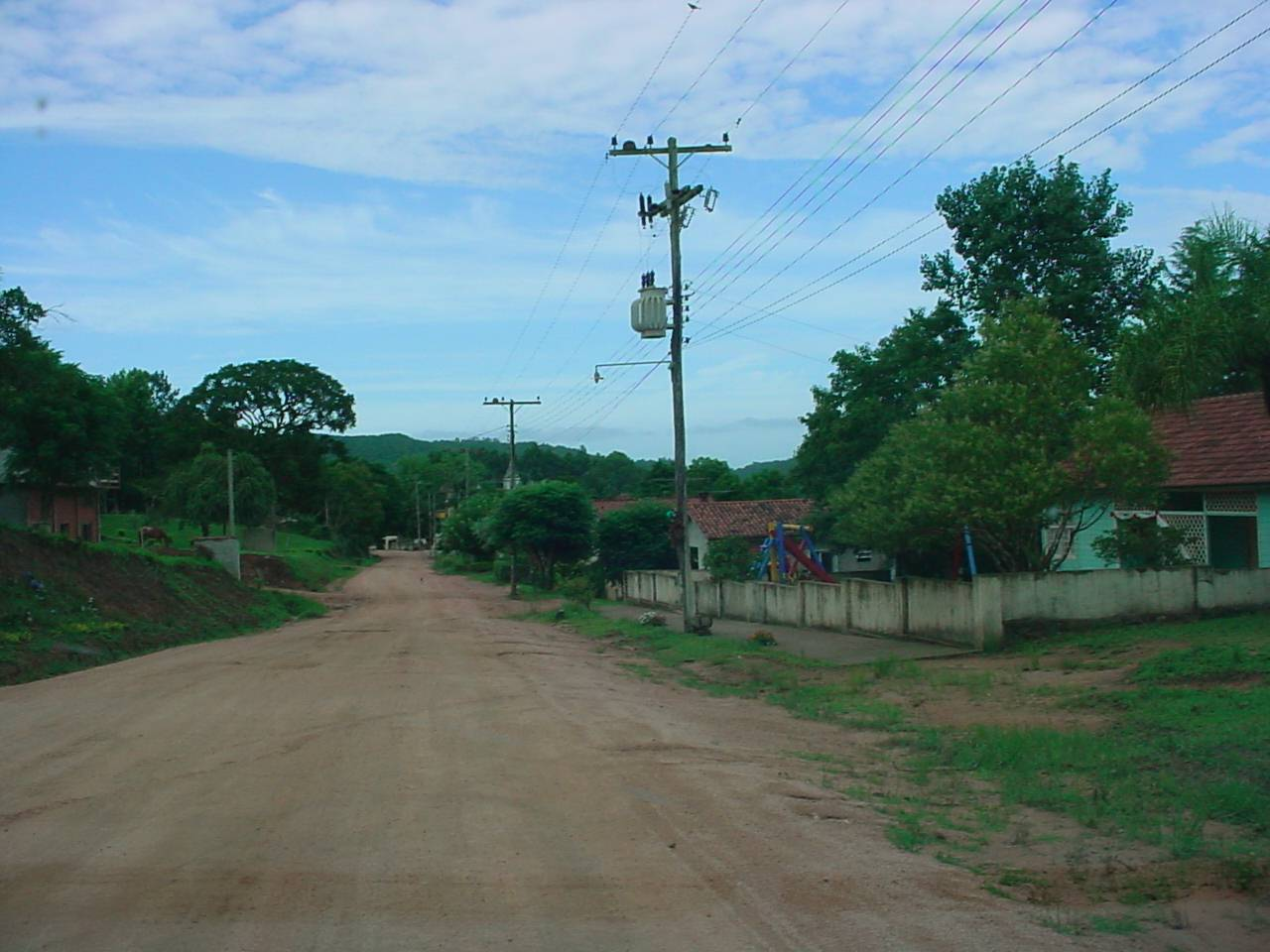
São João da Reserva - 6º Distrito
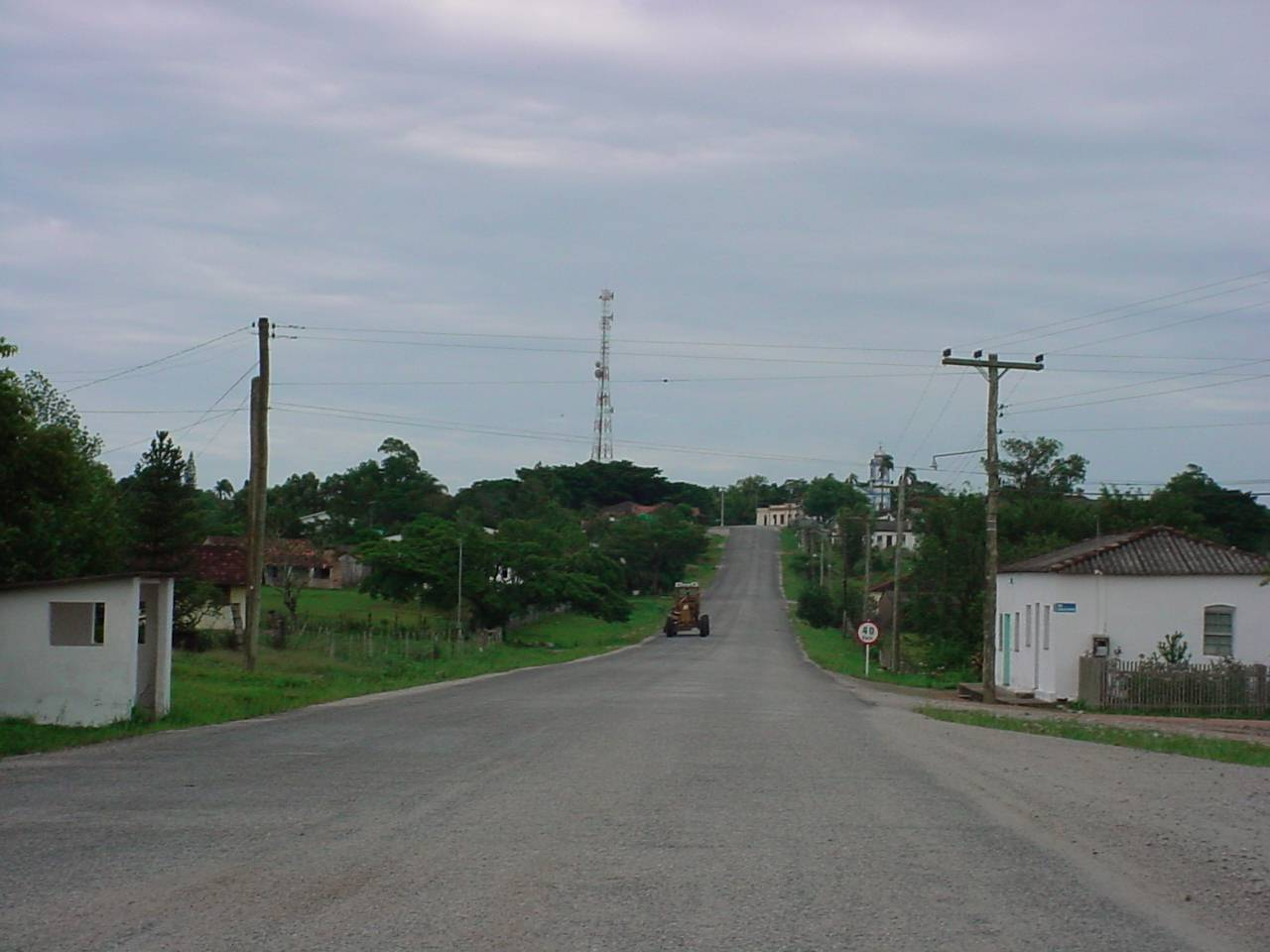
Vila Boqueirão - 1º Distrito
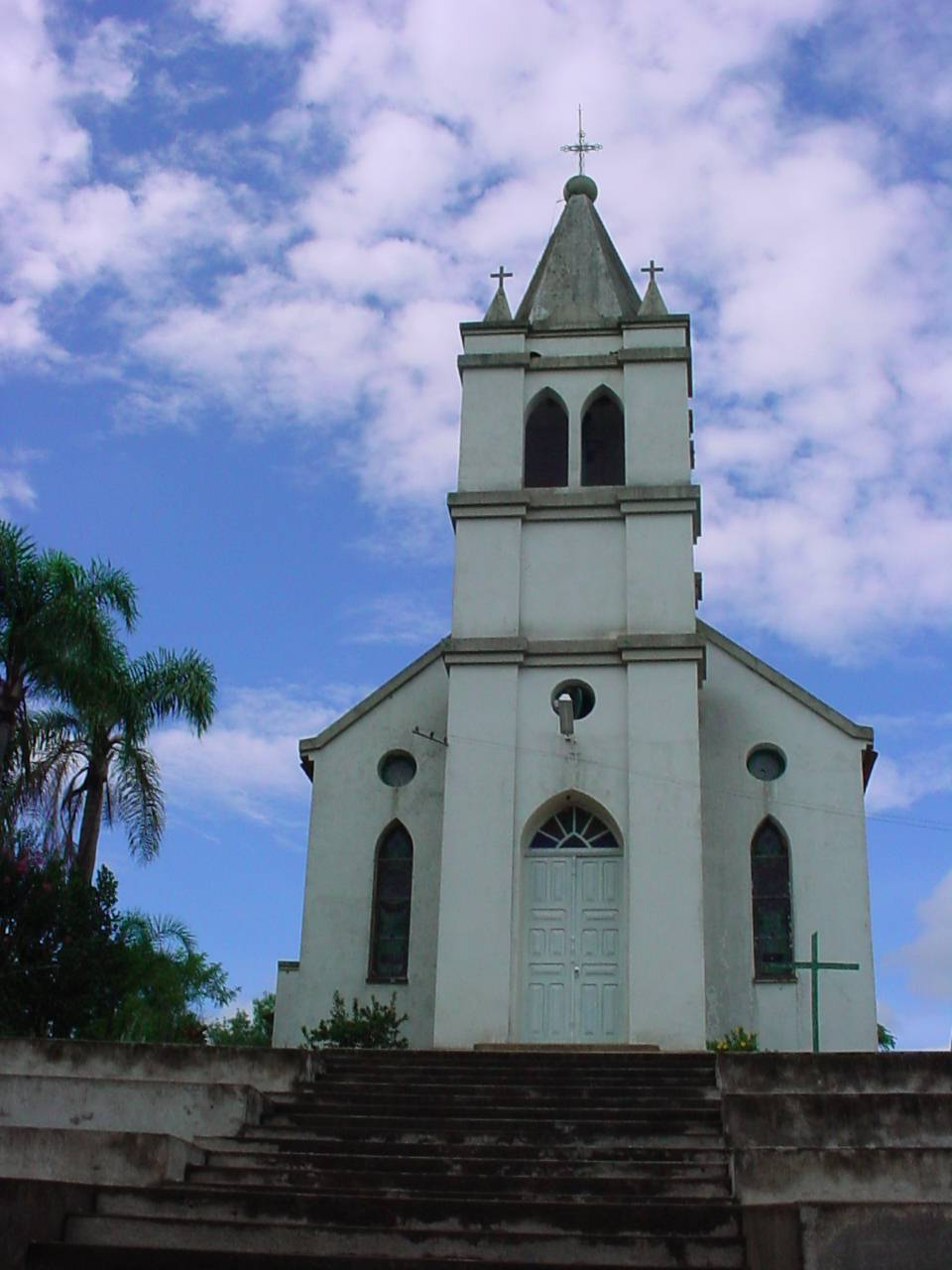
Igreja Católica de São João da Reserva